# Oскар Сомерфелд
Оскар Сомерфелд (Инђија, 1885. – Хофкирхен, 27. април 1973) био је сликар и уметник.

## Биографија
Оскар Сомерфелд рођен је 1885. године на Пејачевићевом имању Моја Воља  у околини Инђије. Након завршетка Војне и уметничке академије 1911. године у Печују, где је такође радио као професор у кадетској школи, вратио се у Инђију након Првог светског рата и посветио се сликарству и уметности. Током својих студијских путовања, посетио је Париз три пута и Минхен, који је тада био значајан уметнички центар. Такође се придружио минхенској сликарској школи и развио свој стил, који је карактерисао јасно вођење линија и строгу концепцију простора. Сомерфелд је постао познат по својим сликама сремских пејзажа и људи који су у њему живели. Поред пејзажа, бавио се и карикатуром, стварајући успешне карикатуре познатих Инђинчана. Његови радови су остали у границама реализма, без претеране гротеске или деформација, али су често бележили свакодневна политичка и историјска дешавања. Године 1929. се оженио и преселио у Руму, где је пронашао инспирацију у Фрушкој гори за нове мотиве. Током окупације Југославије 1941. године, немачка власт је протежирала Сомерфелда, а његове слике су стигле до уметничких галерија у Берлину и Минхену. Постао је цењен у аустријским уметничким круговима и стекао велики број поштовалаца за своје радове. Сомерфелд се посебно посветио сликању судбине сународника који су напустили ове крајеве након Другог светског рата и раселили се по свету. Његова слика под називом "Бег" ("Die Fluchte") чак се налази у Палати Нација у Женеви.
Оскар Сомерфелд преминуо је 27. априла 1973. године у Хофкирхену, Горња Аустрија. У Србији се чува преко 30 његових радова, чиме је оставио свој неизбрисив траг у свету ликовне уметности.